# Bernard Guenée
Bernard Guenée (Rennes, 6 de fevereiro de 1927) é um historiador francês especializado na Idade Média.

## Membro
- Royal Historical Society (Londres);
- Comité des Travaux historiques et scientifiques;
- Mediaeval Academy of America (Massachusetts);
- l'Institut (Académie des Inscriptions et Belles-Lettres).

## Obras
- Tribunaux et gens de justice dans le bailliage de Senlis à la fin du Moyen Age (1380-1550) (tese de doutorado, 1963).
- Les entrées royales françaises de 1328 à 1515 (1968).
- Histoire et culture historique dans l'Occident médiéval (1980).
- Entre l'Eglise et l'Etat. Quatre vies de prélats français à la fin du Moyen Age (1987).
- Un meurtre, une société. L'assassinat du duc d'Orléans, 23 novembre 1407 (1992).
- La folie de Charles VI, roi bien-aimé (2003).
- L'Occident aux XIVème et XVème siècles : les Etats (1971).